# Mikita (Haanja)
Mikita – wieś w Estonii, w prowincji Võru, w gminie Haanja.